# 吕东
吕东（1915年7月—2005年5月），奉天海城县人，中华人民共和国政治人物。曾任冶金工业部部长、第三机械工业部部长、国家经济委员会主任。

## 生平
1935年，吕东考入东北大学史地系、北京大学历史系，参加一二九学生运动。
抗日战争爆发后，1937年10月加入中国共产党。负责组建晋察冀行政委员会财政处印刷局，担任局长，并兼任晋察冀边区银行监督。1940年，担任晋察冀边区第一行政督察专员公署专员。1944年，担任晋察冀边区二分区地委委员、冀察行署秘书长。
第二次国共内战期间，担任中共沈阳市委书记，辽宁省政府秘书长，辽东分局财委副书记，东北行政委员会辽东办事处秘书长等职。1948年，他调任东北人民政府工业部第一副部长，主持工作。
中华人民共和国成立后，他跟随周恩来赴苏联签订《中苏友好同盟互助条约》，以及苏联援建项目等谈判。1952年，其担任中央人民政府重工业部副部长，期间并组建东北工学院、北京钢铁学院、西安建筑工程学院、中南矿业学院等。1952年8月7日，吕东被调任中央人民政府重工业部副部长，主持党务工作。重工业部任务是组织钢铁、有色金属、化工、建材四个基础材料工业的生产和建设。1952年11月，中央指示精神提出了全国的经济恢复工作接近结束，“适应新形势把基本建设提到首要地位”的任务，工作重心从生产转为基本假设。吕东根据部务会议商定的统一部署，具体落实加强和充实基建战线的一系列措施，包括：
- 从生产厂矿抽调得力干部；
- 从生产方面抽调最强的技术人员和工人到基建战线；
- 院校新毕业的学生原则上一律分配到基建部门；
- 建立和壮大建设机构，特别是设计机构，组建钢铁、有色金属、化工、建材、土建、鞍钢等6个设计公司。逐步发展成为按地区、按专业不同类型的设计院，形成了一支强大的设计队伍。在鞍钢、富拉尔基、吉林、武汉、包头、太原相继组建起冶金建设公司，并逐步发展扩大，最后形成了20几个门类齐全的冶金建设公司，拥有约40万人的冶金建筑安装队伍。
- 建立和加强培养后备力量的院校；
- 成立地质勘察机构，成立了重工业部地质局，从东北地区抽调大批地质队伍进关，在华北、中南、华东、西南等地展开了地质勘探工作；
- 从组织上保证领导全面工作的干部主要精力抓基本建设。
- 为加强现有矿山工作，成立黑色矿山管理局。

1956年5月，重工业部撤销改组为冶金工业部，吕东为主持常务工作的副部长、党组副书记。组织编制了冶金工业部《第一个五年计划基本总结与第二个五年计划建设安排（草案）》，提出钢铁工业建设“三大、五中、十八小”的战略部署，即继续建设鞍钢、武钢、包钢三个年产钢300万吨规模大型钢铁基地；新建扩建太钢、石景山、重钢、马钢、湘潭五个年产钢50—100万吨规模中型钢铁厂；由地方建设18个中小型钢铁厂。得到毛泽东、陈云的重视与赞扬。
1964年5月，吕东开始接替王鹤寿主持冶金工业部的全面工作。同年9月3日，中央正式任命吕东为冶金工业部部长、党委书记。建设攀枝花等钢铁基地。文化大革命期间，受到迫害并关押入狱。1971年，平反之后担任华北协作区筹备组主要负责人。1977年12月25日，担任中华人民共和国第三机械工业部党组书记、部长。从1978年2月20日到10月30日，8个月中，连续召开了6次电话会议、两次现场会议和一次质量展览，开展全航空工业声势浩大的质量大检查。通过两年大抓质量的工作，1979年，所有企业都完成了质量指标，全行业综合废品率降到历史最低水平。把发展航空工业的战略指导方针，简明地概括为“三个一代”（更新一代、研制一代、预研一代）和“三个转轨”（转到质量第一、科研先行、按经济规律办事）。后任国家机械工业委员会第一副主任。
1982年1月，担任国家经济委员会党组副书记、常务副主任，协助国务委员张劲夫组建经委机关和主持日常工作。张劲夫担任了中共中央财经领导小组秘书长的工作，国家经委的全局工作实际上是由吕东主持。主任。抓的第一件大事就是现有企业技术改造、技术进步的工作。提出“现在单位产品能源消耗不逐步下降，原材料消耗不大大下降，产品得不到迅速的更新换代，不能做到‘改进一代、研制一代、预研一代’，要想实现翻两番，那是根本不可能的”。后任国家经委主任。1985年开始定期召开经济形势分析会，并要形成制度。1988年，国家经委被撤销，改任任中共中央财经领导小组顾问，中国工业经济协会会长。

## 延伸阅读
- 《吕东纪念文集》编辑委员会，董绍华. . 中国工业经济联合会编辑出版. 2005年.